# Нілпхамарі (зіла)
Нілфамарі (бенг. নীলফামারী জেলা, Нілфамарі Джела також Нілфамарі Зіла) — район у Північному Бангладеш. Це частина регіону Рангпур. Це приблизно 400 кілометрів на північний захід від столиці Дакки. Його площа становить 1 580,85 км2. Нілфамарі межує з Рангпуром і Лалмонірхатом на сході, Рангпуром і Дінаджпуром на півдні, Дінаджпуром і Панчагархом на заході, Куч-Бехаром Індії на півночі. У Нілфамарі є багато річок, зокрема Тіста, Бурітіста, Ісамоті, Джамунешварі, Дхум, Кумлай, Чаралката, Сорбомонгола, Салки, Чиклі, Чара та Деонай. В районі Нілфамарі є чотири муніципальні корпорації. Площа цих муніципалітетів: Нілфамарі 42,70 кв. Км (27,50 кв. Км на даний момент, 15,20 кв. В окрузі Нілфамарі існує 60 (шістдесят) союзів, 370 муха і 378 села.

## Історія
Нілфамарі раніше входив до підрозділу Раджшахі. Підрозділ Нільфамарі було засновано в 1875 році. Це був підрозділ округу Рангпур. У 1984 році його перетворили на район. Район складається з 6 упазіл, 4 муніципалітетів, 60 спільних parishads, 370 mouzas і 378 сіл.
Історичний рух Тебхага поширився на Домар і Дімла цього району в 1940-х роках. Раніше в цьому районі широко культивували індиго. Саїдпур відомий своєю залізничною майстернею. У 1870 році Ассамсько-Бенгальська залізниця відкрила свою найбільшу майстерню в Саїдпурі, і багато людей, які говорять на Біхарі та урду, приїхали працювати туди. Під час британського правління телефонна станція для всього Ассам-Бенгальського округу також була розташована в Саїдпурі, і це було третє за величиною місто Бангладеш після Дакки та Читтагонга. Саїдпур мав перший аеропорт у Північній Бенгалії. У британський період також існувало кантонування.

## Адміністративно-територіальний поділ
| Упазила (надрайон)                | Площа (км 2) | Населення | Чоловік | Жінка   |
| --------------------------------- | ------------ | --------- | ------- | ------- |
| Нілфамарі Садар (бенг. নীলফামারী সদর) | 373,09       | 435,165   | 219 080 | 216 082 |
| Саїдпур Упазіла (бенг. সৈয়দপুর)     | 121,68       | 265,461   | 134,737 | 131,724 |
| Джалдака (бенг. জলঢাকা)             | 303,52       | 341,672   | 171,466 | 169,206 |
| Кішорегандж (бенг. কিশোরগঞ্জ)        | 204,91       | 261 069   | 130,931 | 130,138 |
| Домар (бенг. ডোমার)                 | 250,86       | 249,429   | 125,338 | 124 091 |
| Дімла (бенг. ডিমলা)                 | 326,80       | 283,438   | 142,412 | 141 026 |
| Всього                            | 1580,85      | 1,834,231 | 922 964 | 911,267 |

Джерело: Бюро статистики Бангладеш (перепис 2011 р.)
Заступник комісара (DC): Панкадж Ґош (6 грудня 2022 р. – тепер)